# Prothemus svihlai
Prothemus svihlai es una especie de coleóptero de la familia Cantharidae.

## Distribución geográfica
Habita en Vietnam.